# Maruja Montes
Maria Miterloi Hernández más conocida como Maruja Montes (São Paulo, Brasil; 24 de marzo de 1930-Buenos Aires, Argentina; 11 de junio de 1993) fue una reconocida actriz, cantante y vedette que brilló en la época dorada en el teatro y el cine argentino.

## Biografía
Maruja nació en São Paulo, Brasil, pero a los pocos meses viajó a Argentina junto a su familia en los años 1930, su madre Magdalena Rosario Garrido y su hermano Agustín y obtuvo la nacionalidad. Su verdadero nombre era María Miterloy Hernández, cuyo segundo nombre se originó por error tras ser anotada en el registro civil por su madre Magdalena, la mujer no entendió lo que ella le dijo, ya que ésta era fanática de la actriz Myrna Loy, y al confundirse quedó registrada como Miterloy. En España las Marías son también llamadas Maruja o Marujita, y de ahí su nombre artístico.
Se crio en el acogedor y pintoresco barrio de Barracas en la ciudad de Buenos Aires, barrio donde comenzó a hacer sus primeras armas en el terreno del arte. 

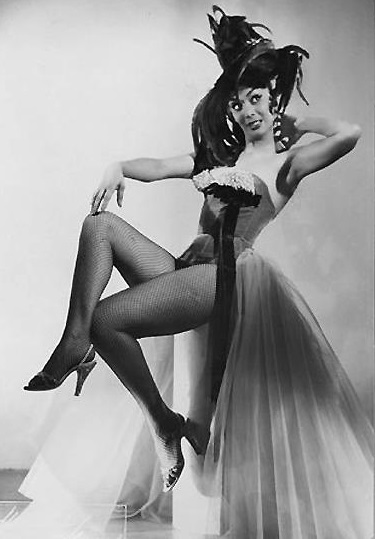
Maruja Montes.

Montes fue desde muy joven una talentosa bailarina y cantante que supo desempeñarse dentro y fuera del escenario argentino. Comenzó su carrera artística como cantante del género español en radio y luego en el teatro Avenida, pero por su impactante figura la convirtieron en la primera vedette del teatro.
Además viajó a muchos países donde adquirió simpatía con personajes extranjeros como Yul Brynner y Brigitte Bardot. En Argentina fue una gran admiradora de Mecha Ortiz y de Tita Merello.

## Cine
Si bien participó en un cortometraje, un documental cultural llamado Noche flamenca en 1946, su debut en la pantalla grande se dio en 1951 con el film Corazón fiel de Leopoldo Torres Ríos, junto a Luis de Lucía.
En 1952 hizo Ésta es mi vida dirigido por Román Viñoly Barreto y acompañada por el actor Miguel de Molina. En ese año también hizo Marido de ocasión con Alfredo Almanza y Gloria Castilla.
Un año después, en 1953, actuó en Trompada 45, junto a los 5 grandes del buen humor.
En 1955 se lució en 3 películas: Vida nocturna junto a los capocómicos Pepe Marrone, Juan Verdaguer y Tato Bores donde cantó el tema Quiero darte un besito, Bacará en el papel de "Ivonne" con Susana Campos y en Los hermanos corsos con Héctor Armendáriz y Félix Rivero.
En 1956 le siguió la comedia Estrellas de Buenos Aires dirigida por Kurt Land, y protagonizada junto a Pepe Arias y Alfredo Barbieri. En este film es famosa la escena en la que despliega sus plumas mientras canta y baila.
En 1957 trabajó en Historia de una carta junto a los grandes Ángel Magaña, Julia Sandoval, Inda Ledesma Y Oscar Alemán.
Filmó su última película La potranca en 1960, compartiendo escena con Mario Lozano, Oscar Orlegui y Guillermo Battaglia.

## Filmografía
- La potranca (1960)
- Historia de una carta (1957)
- Estrellas de Buenos Aires (1956)
- Bacará (1955) .... Yvonne
- Los hermanos corsos (1955)
- Vida nocturna (1955)
- Corazón fiel (1954)
- Trompada 45 (1953)
- Ésta es mi vida (1952)
- Marido de ocasión (1952)
- Noche flamenca (1946)

## Televisión
En la pantalla chica tuvo varias participaciones en las que desplegaba su talento artístico.
En 1951 condujo su propio programa y en una dupla junto con Fernando Ochoa, y que llevaba su mismo nombre, en la que presentaba varios scketch musicales, emitido por Canal 7.

## Teatro

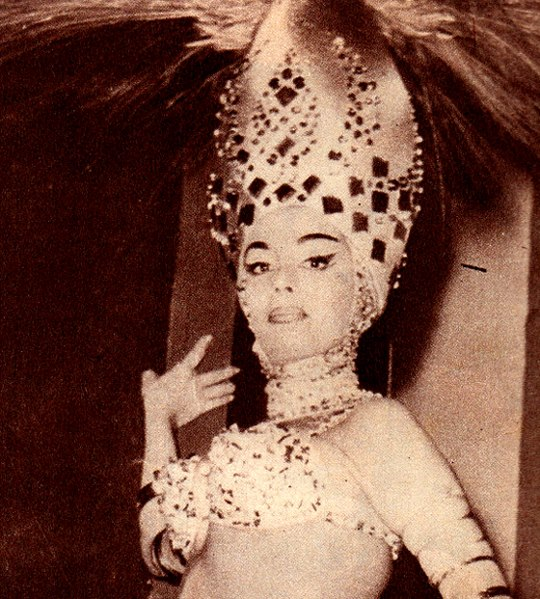
Maruja Montes en una temporada teatral.

Trabajó como primera vedette exótica en numerosos teatros porteños con obras como:
- Buenos Aires - Madrid= La Salada (1952), con Miguel de Molina, Alba Regina, Diana Maggi, Margarita Padín y Pedro Quartucci.
- Canciones, risas y olé (1952) con la Compañía de Miguel de Molina.
- Así es América (1953), junto con Olinda Bozán, Beba Bidart, Nené Cao, Oscar Valicelli, Elena Lucena y Lita Moreno.[4]
- No apta para cortos de vista (1953), con Alfredo Barbieri, Beba Bidart, Marcos Caplán, Severo Fernández, Diana Maggi, Nenina Fernández, Alba Regina y Juan Verdaguer. Estrenado en el Teatro Comedia.
- La tercera diversión (1955), junto a la "Compañía Argentina de Grandes Revistas", encabezada por Olinda Bozán, con Alberto Anchart, Tito Lusiardo, Severo Fernández, Ubaldo Martínez, Alfredo Barbieri, Carmen Idal y Don Pelele, entre otros. Estrenada en el T. El Nacional.
- Las elecciones Turbias (1956), junto a un gran elenco conformado por Dringue Farías, Osvaldo Césari, Nélida Lobato, Olga Ríos, Diana Maggi, Margarita Padín, Ethel Rojo y Vicente Rubino, y que incluían cuadros como "Cuando un chango es avivado", "Llegaron los de la armada" y "En el lejano Oeste".
- Los pecados más lindos del mundo (1956), junto a Dringue Farías, Carlos Castro y Xénia Monty.
- Gran batifondo... revisteril (1956), con la Compañía Argentina de Grandes Revistas.
- Escándalo en Mar del Plata (1965), estrenada en el Teatro Neptuno de Mar del Plata con la "Compañía Pepe Arias", junto con Dringue Farías, Nini Marshall, Don Pelele, Dorita Burgos, Guillermo Rico, Dorys del Valle y Marty Cosens.
- Vos que lo tenes, cuidalo (1965) - T. Maipo, con la compañía que formó junto con la vedette Dorita Burgos. Junto con Pepe Arias, Niní Marshall, Tito Lusiardo, Norma Pons y Mimí Pons.
- Criaturas adorables (1960), junto a Ubaldo Martínez, Alfredo Barbieri y Don Pelele.

## Vida privada
Tuvo un romance con el director de la revista Radiolandia, Enzo Centenario Argentino Ardigó. También vivió un apasionado amor hasta 1953 con Juan Duarte, hermano de Eva Duarte de Perón, y al morir éste apareció vestida de negro como si fuera su viuda.

«Yo no fui la amante de Juan Duarte.»

 negó en una entrevista a la revista Así. Con el tiempo formó pareja con el músico Mario Cesari, un pianista y director de orquesta con quien tuvo su único hijo varón Daniel Mario Cesari Hernández el 19 de febrero de 1967. Cesari falleció repentinamente de un infarto mientras tocaba el piano en la residencia de Actores en Villa Giardino en el preciso momento en que concluía de ejecutar la obra Zorba el Griego al piano. Su hijo actualmente vive en la ciudad de Río Grande, Tierra del Fuego desempeñándose como juez.

## Fallecimiento
Recluida en su casa, viuda y alejada del espectáculo, pasó sus últimos años trabajando en una agencia de lotería en el centro. Se enfermó de tristeza. El 11 de junio de 1993 pidió una ambulancia y al llegar esta, contestó a través del portero eléctrico del quinto piso en Avenida Córdoba y Uruguay que ya bajaba y, sin que nadie pudiera detenerla, a los 63 años Maruja Montes se arrojó por la ventana.